# Armée d'Afrique
L'Armée d'Afrique (in italiano "Armata d'Africa") era inizialmente la definizione con cui venne designato l'esercito francese impegnato in Algeria e in generale in Africa del Nord (Marocco e Tunisia) da cui provenivano la maggior parte dei suoi componenti.
L'espressione non ebbe mai un vero e proprio significato istituzionale quando piuttosto un senso generico delle forze sottoposte alla sovranità francese che stazionavano in Algeria, Tunisia e Marocco durante il periodo coloniale dal 1830 al 1962. Integrata nelle forze armate metropolitane, l' Armée d'Afrique era distinta dall' Armée coloniale. Essa comprendeva delle formazioni composte nella maggior parte se non per la totalità da europei, con componenti minoritarie di ebrei sefraditi ed altri definiti "indigeni" con proporzioni variabili da un corpo all'altro.
Durante la seconda guerra mondiale, alcuni reparti dellarmée d'Afrique verranno inviate in italia inquadrate nel Corps expéditionnaire français en Italie insieme alla 1ª armata francese. L'armata venne disciolta nel 1962, ma alcune unità vennero mantenuta nel 1º reggimento tiratori (Épinal), nel 1º reggimento cacciatori d'Africa (Canjuers), nel 1º reggimento degli spahis Valence), nel 68º reggimento d'artiglieria d'Africa (Camp de la Valbonne) e nel 40º reggimento d'artiglieria (Camp de Suippes). Il 5º reggimento tiratori marocchini, di stanza a Digione, venne sciolto nel 1965.

## Storia
In epoca coloniale, le forze francesi erano ripartite in tre parti distinte: l'armata metropolitana, le truppe coloniali (la Coloniale) e l'armata d'Africa che dipendevano tutte da un unico stato maggiore generale.
L'armata d'Africa venne creata durante la monarchia di luglio col primo sbarco dei francesi in Algeria, a Sidi Ferruch, il 14 giugno 1830 col corpo di spedizione comandato dal generale de Bourmont. Le unità nordafricane risalgono al 1830 e vennero riunite come XIX Corpo d'armata nel 1873, facendo parte dell'esercito metropolitano francese. Da quel momento il termine Armée d’Afrique continuò ad essere applicato a quelle truppe provenienti dalla Reggenza d'Algeri e poi dall'Algeria conquistata, oltre che dalla Tunisia, dal Marocco e dal Sahara.
Nel 1873, con la riorganizzazione dell'esercito, l’armée d'Afrique formò un corpo d'armata costituito, il 19°. Ad ogni modo il termine di Armée d'Afrique rimase in uso sino alla fine dell'era coloniale francese.
Le famose unità degli zuavi vennero create nel 1830, i cacciatori d'Africa nel 1831, i tiratori algerini nel 1841, il corpo degli spahis nel 1843 e le compagnie mehariste sahariane nel 1894. I « Bureaux arabes » vennero creati al fine di amministrare militarmente i territori dal 1844. In Marocco, i goumier vennero creati dal generale Lyautey nel 1908. In Algeria infine nel 1912 venne istituita la coscrizione.

## Composizione
I reggimenti cotituenti provenivano per la maggior parte dall'Algeria francese (Legione straniera, zuavi e Tirailleurs) e furono tra i più decorati dell'esercito francese tra le truppe coloniali.

### I corpi europei

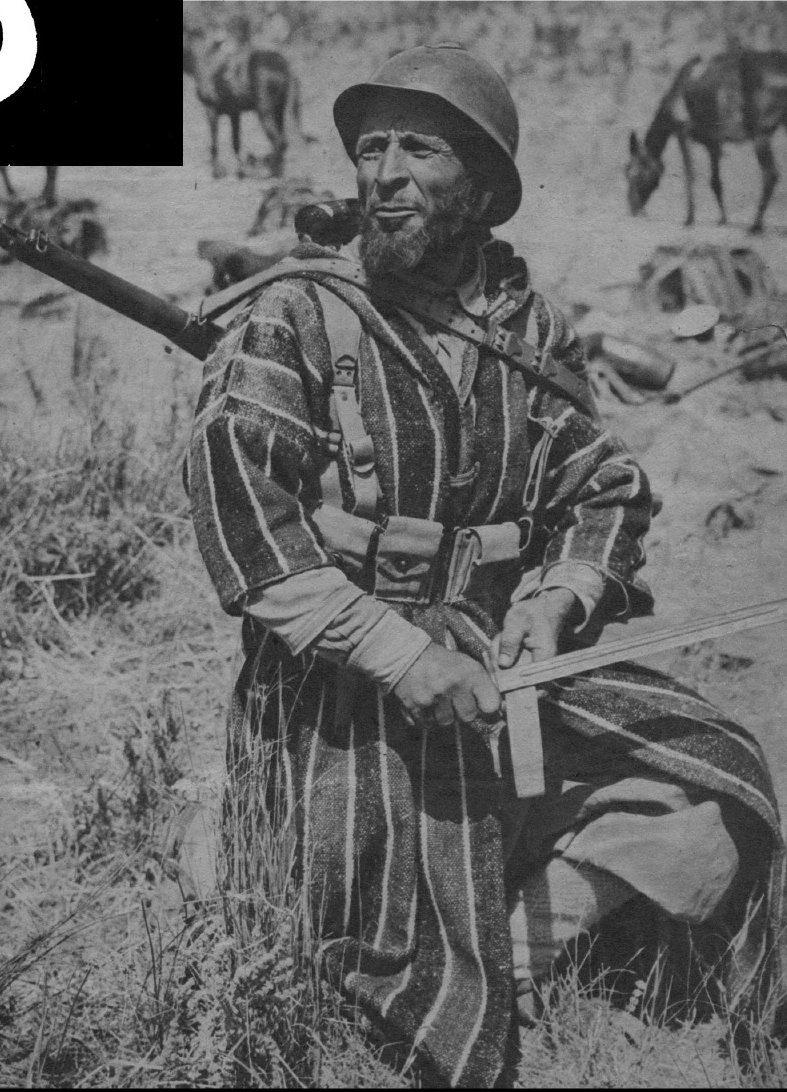
Goumier marocchino nel 1944

- Zuavi (europei a partire dal 1841)
- Legione straniera
- Cacciatori d'Africa
- Battaglioni di fanteria leggera d'Africa

### I corpi nordafricani
- Zuavi (indigeni in origine, poi misti dal 1841, europei ed ebrei detti piedi neri in seguito)
- Tiratori algerini (Turcos) misti, marocchini e tunisini
- Spahis
- Goumiers marocchini
- Compagnie sahariane
- Unità d'artiglieria, del genio e di servizio.

## Simbolo
Il simbolo dell’Armée d'Afrique è una mezzaluna. Già simbolo dell'Impero bizantino e dell'Impero Romano d'Oriente, venne adottata poi dall'Impero ottomano dopo la presa di Costantinopoli del 1453.

## Campagne militari
L’Armée d’Afrique diede un importante contributo agli sforzi militari francesi in numerose campagne militari.

### Conquista dell'Algeria da parte della Francia
La conquista francese dell'Algeria venne condotta a partire dallo sbarco a Sidi-Ferruch del 14 giugno 1830, diretto dal generale de Bourmont, sino alla resa formale dell'emiro Abd el-Kader al Duca d'Aumale il 23 dicembre 1847.
Nel 1848, il territorio conquistato venne diviso in dipartimenti.
L’armée d'Afrique represse le frequenti insurrezioni nel territorio: a Zaatcha nel 1849, a Laghouat ed a Touggourt nel 1850, a Lalla Fatma N'Soumer nel 1857 e ancora nella rivolta dei Mokrani del 1871.

### Guerra di Crimea
La guerra di Crimea vide contrapporsi dal 1853 al 1856, l'Impero russo a una coalizione comprendente Impero ottomano, Regno Unito, Secondo impero francese e Regno di Sardegna.

### Campagna d'Italia (1859)
La campagna d'Italia del 1859, come venne chiamata dai francesi la seconda guerra d'indipendenza italiana del 1859, vide contrapporsi l'esercito franco-piemontese a quello dell'Impero austriaco.

### Spedizione in Messico
L'intervento francese in Messico fu una spedizione militare francese che ebbe luogo dal 1861 al 1867 ed aveva per obbiettivo la posta in Messico di un regime favorevole agli interessi francesi.

### Guerra franco-prussiana (1870)
Dal 19 luglio 1870 al 29 gennaio 1871 venne combattuta la guerra franco-prussiana tra il secondo impero francese ed il regno di Prussia ed i suoi alleati tedeschi.

### Prima guerra mondiale

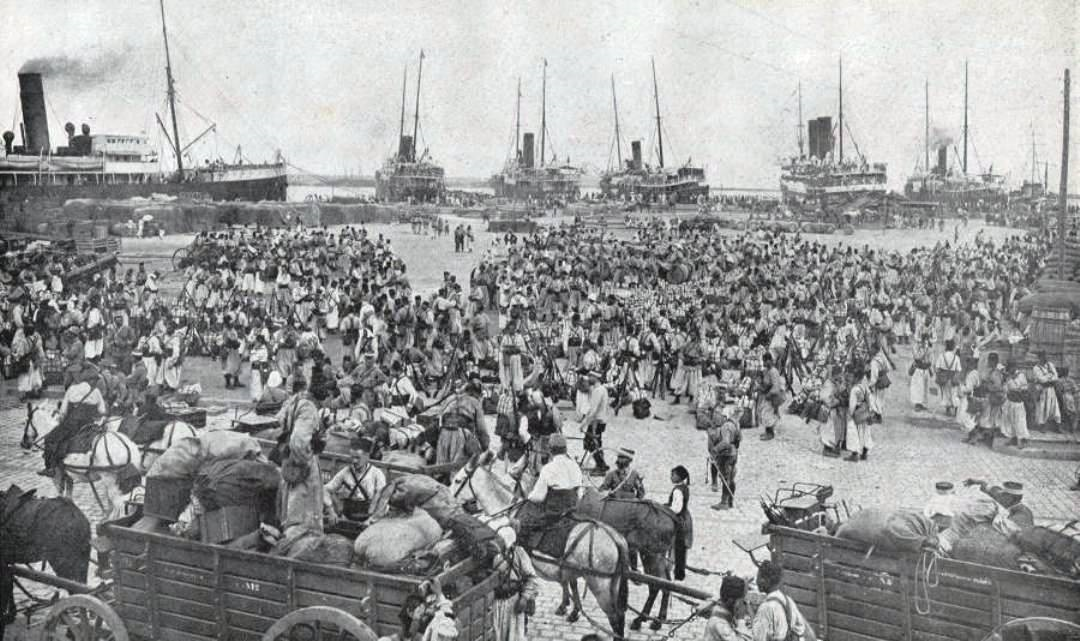
Sbarco di un reggimento di tiratori ad Algeri nel 1914 con destinazione Francia.

Nel corso della prima guerra mondiale, l’Armée d’Afrique inviò 300.000 soldati a combattere in Europa (190.000 magrebini e 150.000 ebrei e cristiani europei); questi presero parte a tutte le principali operazioni belliche del conflitto.
Grazie al grande valore già dimostrato da queste truppe sul campo nel corso delle guerre precedenti ed all'estrema duttilità nel loro utilizzo, il loro apporto fu molto importante se non decisivo dall'inizio di settembre del 1914 con la prima battaglia della Marna. In particolare si distinse nello scontro la divisione marocchina; a seguito della battaglia il maresciallo Foch ebbe modo di dire pubblicamente: «La fortuna volle che la divisione marocchina si fosse trovata la!». Fatti gloriosi ebbe modo di replicarli la 1ª divisione marocchina comandata dal generale Georges Louis Humbert nella battaglia di la Fosse-à-l'Eau del 28 agosto 19144 e nei giorni 6-9 settembre a Montdement, Montgivroux, Saint-Prix. I risultati ottenuti, come pure le cruente perdite subite, contribuirono fortemente ad aumentare la fama dell'armata d'Africa e del suo valore. Zuavi, coloniali, tiratori indigeni ebbero tutti molte distinzioni..
Le truppe indigene si scontrarono anche nella battaglia di Charleroi, mentre gli zuavi ed i tiratori presero parte alla seconda battaglia dello Champagne, alla battaglia di Verdun, alla battaglia della Somma e nelle ultime offensive vittoriose.
Le perdite alla fine del conflitto ammontarono a 22.000 morti europei e 36.000 magrebini.
La divisione marocchina fu l'unità più decorata dell'intero conflitto.

### Seconda guerra mondiale
Prima della guerra, l’Armée d'Afrique era composta da 176.000 indigeni e da 73.000 europei posizionati in Africa del Nord, ad Oriente e nell'area metropolitana.
Nel 1939-1940, 302.000 uomini vennero mobilitati in tutto.

#### La battaglia di Francia 1939-40
Nel 1940, 80.000 uomini provenienti dall'Africa vennero utilizzati nei combattimenti in difesa della Francia. 5400 indigeni e 27 europei rimasero uccisi sul suolo della madrepatria tra il maggio ed il giugno del 1940.
- 1º reggimento zuavi
- 3º reggimento zuavi
- 4º reggimento zuavi
- 8º reggimento zuavi
- 9º reggimento zuavi
- 11º reggimento zuavi
- 12º reggimento zuavi
- 13º reggimento zuavi
- 14º reggimento zuavi
- 6º reggimento tiratori algerini
- 11º reggimento tiratori algerini
- 13º reggimento tiratori algerini
- 14º reggimento tiratori algerini
- 15º reggimento tiratori algerini
- 17º reggimento tiratori algerini
- 18º reggimento tiratori algerini
- 19º reggimento tiratori algerini
- 21º reggimento tiratori algerini
- 22º reggimento tiratori algerini
- 23º reggimento tiratori algerini
- 25º reggimento tiratori algerini
- 27º reggimento tiratori algerini
- 31º reggimento tiratori algerini
- 4º reggimento tiratori tunisini
- 8º reggimento tiratori tunisini
- 20º reggimento tiratori tunisini
- 24º reggimento tiratori tunisini
- 28º reggimento tiratori tunisini
- 1º reggimento tiratori marocchini
- 2º reggimento tiratori marocchini
- 3º reggimento tiratori marocchini
- 4º reggimento tiratori marocchini
- 5º reggimento tiratori marocchini
- 6º reggimento tiratori marocchini
- 7º reggimento tiratori marocchini
- 8º reggimento tiratori marocchini
- 9º reggimento tiratori marocchini
- 10º reggimento tiratori marocchini

Durante lo sbarco degli Alleati in Africa del Nord, l’Armée d'Afrique, posta sotto il comando del generale Henri Giraud, riprese i combattimenti sulle coste degli alleati in Germania, Italia e Tunisia. Giraud chiese agli americani ed agli inglesi l'aiuto necessario per riarmare le truppe d'Africa. Dopo la fusione del comando di Giraud con quello del generale Charles de Gaulle e la costituzione del Comitato francese di Liberazione Nazionale, le truppe d'Africa andarono a fondersi con quelle di liberazione nazionale per dar vita all'Armata francese della liberazione.
Nel 1942-1945, dopo il riarmo dell’Armée d'Afrique ad opera degli alleati, il numero degli uomini che la componevano salì a 410.000 (di cui 176.000 pieds noirs) compresi tra i 19 ed i 45 anni, in gran parte magrebini (233.000). Nel 1944 queste forze componevano il 75% dell'esercito francese al 1944. Il generale Maurice Faivre, storico d'esercito, nel 2010 ha stimato le perdite totali in 74.300 tra il 1943 ed il 1945 (il 60% magrebini).

#### Italia 1943-44

Militari marocchini accampati nei pressi di Monte Cassino nel 1944

Un Corps expéditionnaire français en Italie dall'Africa fu inviato a partecipare alla campagna d'Italia. Era composto da due divisioni marocchine e una algerina.
Il suo comandante fu il generale Alphonse Juin. Prese parte a diversi scontri, come la battaglia di Montecassino, e i combattimenti all'ingresso della Toscana, sulle linee del Trasimeno, dell'Orcia, e per la liberazione di Siena. Poco dopo, fu trasferito per riorganizzarsi ed essere sbarcato sul fronte meridionale francese. Divenne noto per episodi di violenza sui civili detti "marocchinate".

#### Francia e Germania 1944-45
Nell'agosto del 1944, l’Armée d'Afrique era articolata in due grandi forze:
- L'armée « A » comprendente la 1ª divisione della Francia libera, la 2ª divisione di fanteria marocchina, la 3ª divisione di fanteria algernia e la 4ª divisione marocchina di montagna che operava in Italia agli ordini del generale Juin.
- L'armée « B » comprendente la 1ª divisione blindata francese, la 2ª divisione blindata (in Inghilterra da aprile di quell'anno), la 5ª divisione blindata e la 9ª divisione di fanteria coloniale agli ordini del generale de Lattre de Tassigny.

A partire dal 15 agosto 1944, 260.000 uomini dell' Armée B, col nome di Armée d'Afrique, sbarcarono in Provenza agli ordini del generale de Lattre de Tassigny. Quest'esercito era composto per l'82% da soldati provenienti dall’Armée d'Afrique (50% magrebini, 32% pieds-noirs, 10% Africains noirs e 8% francesi).
Nel 2010 il presidente Nicolas Sarkozy ha reso omaggio alle truppe coloniali, con una commemorazione dello sbarco in Provenza.

### La guerre d'Indocina
Il conflitto si svolse dal 1946 al 1954 nell'Indocina francese.

### La guerra d'Algeria
Il conflitto ebbe inizio nel 1945, ma si svolse in gran parte tra il 1954 ed il 1962, nei territori dell'Algeria francese, con ripercussioni anche nella Francia metropolitana. Questa guerra vide contrapporsi lo stato francese agli indipendentisti algerini.

## Decorazioni dei reggimenti
I reggimenti dell’Armée d'Afrique furono tra i più decorati dell'esercito francese. Per quanto riguarda le decorazioni, i tiratori e gli zuavi furono in assoluto i corpi che vinsero il maggior numero di medaglie di tutto l'esercito francese.
Sulle 34 bandiere di fanteria dell'esercito francese decorate con la Legion d'onore, 15 sono dell’Armée d'Afrique. Su 4 bandiere di fanteria decorate sia della Legion d'onore che della Médaille militaire, 3 sono dell’Armée d'Afrique.
Durante la prima guerra mondiale, i fatti d'arme portarono ai membri dell’Armée d'Afrique le più alte distinzioni personali. Legionari, zuavi e tiratori ottennero le più alte decorazioni sia a livello personale sia a livello di bandiere.
Durante la seconda guerra mondiale, su 36 reggimenti di fanteria che ricevettero delle decorazioni, 21 erano dell’Armée d'Afrique.

### Bandiere
- Bandiere decorate della Médaille militaire
  - 2º reggimento tiratori algerini (05/07/1919)
  - 3º reggimento zuavi (05/07/1919)
  - Reggimento di marcia della legione straniera (26/08/1919)
- Bandiere decorate della Legion d'onore
  - Reggimento di marcia della legione straniera (04/12/1917)
  - 1º reggimento cacciatori d'Africa (09/11/1863)
  - 1º reggimento tiratori marocchini (11/05/1949)
  - 1º reggimento tiratori algerini (15/10/1948)
  - 2º reggimento tiratori algerini (24/03/1902)
  - 2º reggimento zuavi (20/06/1859)
  - 3º reggimento tiratori algerini (11/11/1863)
  - 3º reggimento zuavi (09/11/1863)
  - 4º reggimento tiratori tunisini (05/07/1919)
  - 4º reggimento misto di zuavi e tiratori (05/07/1919)
  - 4º reggimento zuavi (05/07/1919)
  - 7º reggimento tiratori algerini (05/07/1919)
  - 8º reggimento zuavi (05/07/1919)
  - 9º reggimento zuavi (05/07/1919)
  - Goum marocchini (09/07/1952)

### Citazioni

#### Prima guerra mondiale
- Reggimento di marcia della legione straniera
- Citazione alla bandiera per la Legion d'onore (6-8 citazioni a livello di armata)
  - 2º reggimento tiratori algerini
  - 3º reggimento zuavi
  - 4º reggimento zuavi
  - 4º reggimento tiratori tunisini
  - 4º reggimento misto di zuavi e tiratori
  - 7º reggimento tiratori algerini
  - 8º reggimento tiratori algerini
  - 9º reggimento tiratori algerini
  - 3º e 1º battaglione di marcia di fanteria leggera d'Africa
- Citazione alla bandiera per la Médaille militaire (4-5 citazioni a livello di armata) 
  - 1º reggimento zuavi
  - 1º reggimento tiratori algerini
  - 1º reggimento tiratori marocchini
  - 1º reggimento misto di zuavi e tiratori
  - 2º reggimento zuavi
  - 3º reggimento bis zuavi
  - 8º reggimento tiratori tunisini
  - 13º reggimento tiratori algerini
  - 1º reggimento saphis marocchini

#### Seconda guerra mondiale
- Citazione con l' Ordre de la Libération
  - 1º reggimento spahis marocchini
  - 13^ demi-brigate della legione straniera
- Citazione con Medaille Militaire e Croce di guerra 1939-1945 (4-5 citazioni a livello d'armata)
  - 3º reggimento tiratori algerini
  - 4º reggimento tiratori tunisini
  - 2º raggruppamento goum marocchini
  - 13^ demi-brigate della legione straniera
- Citazione con Croce di guerra 1939-1945 (2-3 citazioni a livello d'armata) 
  - 7º reggimento tiratori algerini
  - 1º raggruppamento goum marocchini
  - 3º raggruppamento goum marocchini
  - 4º raggruppamento goum marocchini
  - 1º reggimento tiratori marocchini
  - 2º reggimento tiratori marocchini
  - 4º reggimento tiratori marocchini
  - 5º reggimento tiratori marocchini
  - 6º reggimento tiratori marocchini
  - 7º reggimento tiratori marocchini
  - 8º reggimento tiratori marocchini
  - 4º reggimento zuavi
  - 3º battaglione zuavi portés